# Берил (Француска)
Берил (фр. Bérulle) насеље је и општина у североисточној Француској у региону Шампањ-Арден, у департману Об која припада префектури Троа.
По подацима из 2011. године у општини је живело 264 становника, а густина насељености је износила 16,0 становника/km². Општина се простире на површини од 16,5 km². Налази се на средњој надморској висини од 160 метара.

## Демографија
| 1962. | 1968. | 1975. | 1982. | 1990. | 1999. | 2011. |
| ----- | ----- | ----- | ----- | ----- | ----- | ----- |
| 242   | 278   | 249   | 240   | 220   | 235   | 264   |

График промене броја становника у току последњих година